# GameCon
Die GameCon – das Netzwerkcamp (von englisch Game ‚Spiel‘ und Convention ‚Zusammenkunft‘) war eine von 1996 bis 2007 regelmäßig zwei oder vier Mal jährlich, sowie danach sporadisch stattfindende, teils mehrwöchig dauernde LAN-Party im weiteren Sinne, bei der die Teilnehmer neben Wettkämpfen in oder gemeinsamer Teilnahme an Computerspielen auch Workshops veranstalteten und eine temporäre Gemeinschaft in Heide bildeten. Alle GameCons wurden während der Ferien veranstaltet und durch ehrenamtliche Freiwillige organisiert und durchgeführt.
Die GameCon war lange Gast im Heider Werner-Heisenberg-Gymnasium.

## Geschichte
Zwischen 1990 und 1996 veranstaltete Martin Frahm private LAN-Partys, auf denen hauptsächlich Midimaze auf Atari STs gespielt wurde – und vollzog dann in den Sommerferien 1996 den Wechsel in das Alte Pastorat. An dieser ersten GameCon nahmen etwa 60 Personen teil, mit den inzwischen etablierten Personal Computern wurden u. a. das erste Warcraft gespielt. Auf Grund des großen Andrangs an Teilnehmern wurde im Herbst in die Realschule Friedrichstadt ausgewichen, zwischen dem 25. und 31. Dezember 1996 fand dann die erste Veranstaltung im Werner-Heisenberg-Gymnasium (WHG) statt. Dort wurde mittels BNC-Netzwerk ein Local Area Network eingerichtet und durch n@work Anbindung an das Internet für die Schule und die GameCon geschaffen.
Bis 1999 fanden vier GameCons pro Jahr statt, entsprechend den Ferien im Frühjahr, Sommer, Herbst und Winter, ab Sommer 1999 wurde auf Grund des angestiegenen Verwaltungs- und Organisationsaufwand auf die Herbst- und nach 2000 auch auf die Frühjahrs-GameCon verzichtet. An der letzten Frühjahrs-GameCon waren erstmals mehr als 400 Teilnehmer anwesend.

### Gründung des GameCon e.V.
Am 31. März 2002 wurde der gemeinnützige eingetragene Verein „GameCon e.V.“ gegründet. Zweck des Vereines ist:

„Förderung und Bildung der Jugend und […] Interessenten im Bereich der neuen Medien und Informationstechnologien.

Mitglieder und Nichtmitglieder in der Planung und Durchführung von Veranstaltungen im Bereich der lokalen Computervernetzung zu schulen […].

Schaffung eines Forums gleichgesinnter, computerbegeisterter Menschen. Zweck ist es, die Kommunikation und insbesondere die Zusammenarbeit junger Menschen auf diesem Gebiet zu fördern.“

### Technische Entwicklung
Bis 1997 wurden BNC-Netzwerktechnik verwendet, ab dann wurde erst 10 Megabit je Sekunde (Mb/s)-, später 100 Mb/s-Ethernet verwendet. Nachdem 1996 eine einfache ISDN-Leitung Anschluss an das Internet bot wurden 2000 dreißig doppelte Leitungen für die Teilnehmer angeschlossen, Winter 2002 folgte ein 2,3 Mb/s, dann 4,6 Mb/s ADSL, später SDSL mit jeweils zeitgemäßer Bandbreite als Internet-Anschluss.

#### Ausbau des Werner-Heisenberg-Gymnasiums
Da die Teilnehmeranzahl regelmäßig zwischen Drei- und Vierhundert Personen lag, die oftmals mit mehreren Computern und Servern, sowie Camping-Ausstattung anreisten, wurde mehrfach die Kapazität des schulischen Stromnetzes überschritten. Zudem erforderte die Vernetzung der Computer viele Kabel, die auf Grund der Gebäudestruktur in Klassenräumen zwingend über die Flure gelegt werden mussten. Während der Osterferien 2001 wurde durch Freiwillige daher das Nebengebäude des Werner-Heisenberg-Gymnasiums mit ausreichend technischer Infrastruktur ausgestattet, neben Starkstrom und entsprechenden Sicherungen wurde auch ein Serverschrank und Patchfeld installiert.

### Ausfall 2002
Nach dem Amoklauf in Erfurt 2002 führte die Öffentlichkeit eine heftige und kontroverse Debatte über die Rolle von Ego-Shootern und deren Auswirkungen auf Heranwachsende und Jugendliche, der Begriff Killerspiel wurde geprägt. Um eine Rufschädigung oder sonstige negative Auswirkungen der gastgebenden Schule zu vermeiden, zog Schuldirektor Harri Heise die Genehmigung einmalig zurück und ließ sich die Veranstaltung grundsätzlich durch das Schleswig-Holsteinische Ministerium für Bildung begutachten. Ein alternativer Veranstaltungsort wurde nicht in Betracht gezogen, da der kurze Zeitraum kein Umdisponieren ermöglichte und zudem die notwendige Infrastruktur außerhalb nicht gegeben war.

## Turniere und Workshops, Rahmenprogramm
Turniere
Neben der gesamten Bandbreite an Mehrspieler- und Einzelspieler-Computerspielen wurden etwa auch ein 24 Stunden dauerndes Rennen Live for Speed mit Teams, die häufig den einzelnen Klassenzimmern entsprachen, veranstaltet oder Blobby Volley gespielt. Die Anbindung an die Electronic Sports League wurde abgelehnt.
Workshops
Neben Workshops und Kursen zu Themen der Informationstechnik, etwa über die Geometrische Modellierung, Videoschnitt oder fli4l und PHP gab es auch Angebote zu Karate und Live-Rollenspiel oder Case Modding.
Rahmenprogramm
Die engagierte Gemeinschaft veranstaltete Ausflüge, etwa zur Cebit oder zum Kartsport, organisierte Fußball- und Volleyball-Turniere oder Grillabende. Mittels Beamer wurde die Sporthalle der Schule regelmäßig zum digitalen Kino.

## Jugendschutz
Auf Grund der jungen Teilnehmer, die unter 16, teilweise 12 Jahre alt waren, wurden von Jugendleitern über deren Schlafhygiene gewacht, es gab ein Meldesystem über Schlafenszeiten und gesonderte Ruheräume. Interessierte, deren Volljährigkeit nicht gegeben war, konnten ausschließlich durch eine Erziehungsbeauftragung teilnehmen.

## Finanzierung und Sponsoring
Die GameCon war gemeinnützig und nicht profitorientiert tätig. Der Träger der Schule stellte die Räumlichkeiten unentgeltlich zur Verfügung, Anschaffungen wurden im Umlageverfahren finanziert oder von Privatpersonen getragen, nach Gründung des Eingetragenen Vereins war dieser mit der Verwaltung der Gelder und Sachmittel beauftragt.
Die Firma Acer stellte Hardware zur Verfügung, punktuell wurden Sachpreise oder Dienstleistungen von Dritten zur Verfügung gestellt.

## Nach dem WHG
Seit 2008 fand die GameCon in reduzierter Dauer, unregelmäßig und mit weniger Teilnehmern in verschiedenen Orten in Schleswig-Holstein statt.